# Manonichthys paranox
Manonichthys paranox is een straalvinnige vissensoort uit de familie van de dwergzeebaarzen (Pseudochromidae). De wetenschappelijke naam van de soort is voor het eerst geldig gepubliceerd in 1976 door Lubbock & Goldman.